# Taieri Plains

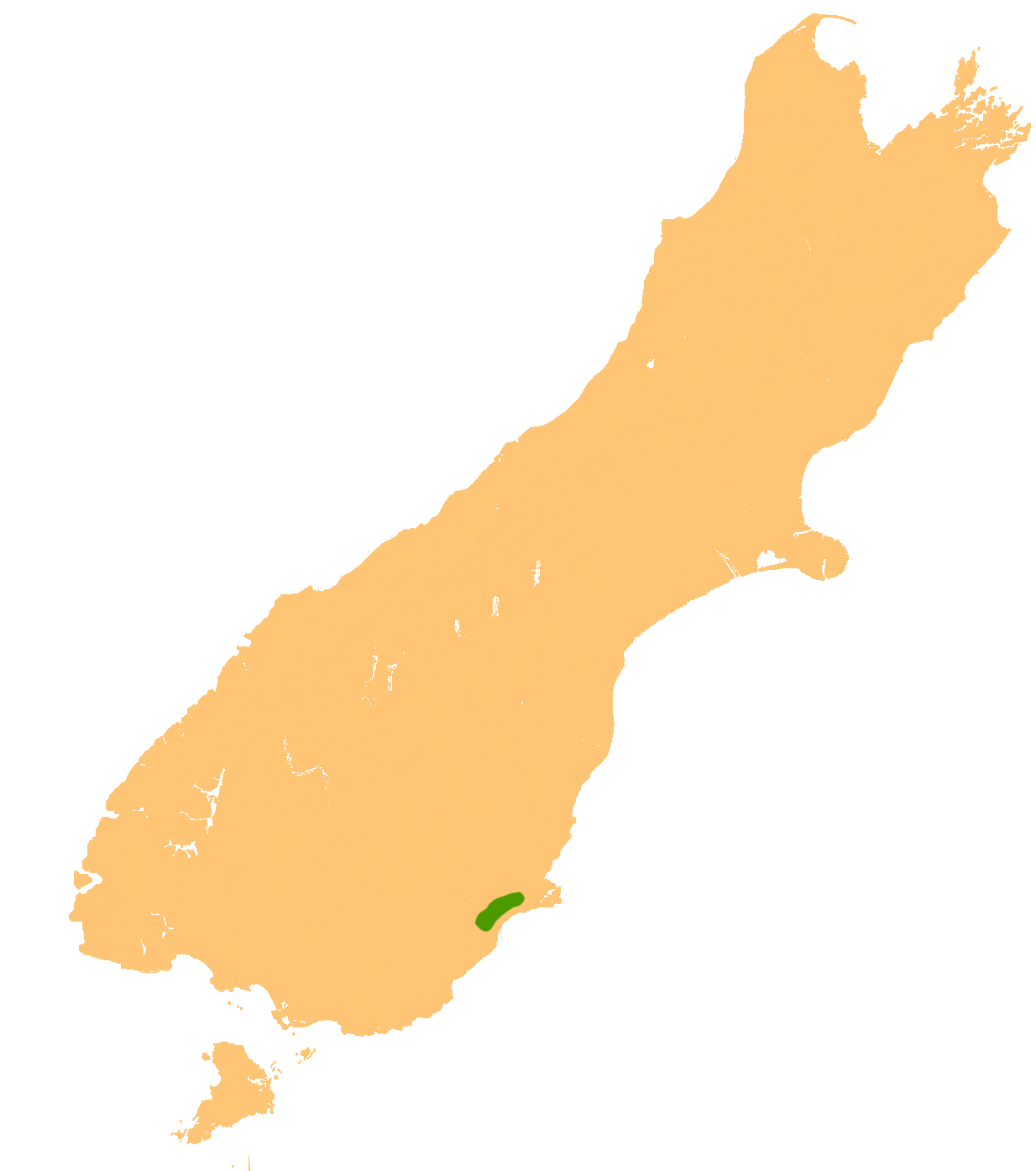
Lage der Taieri Plains

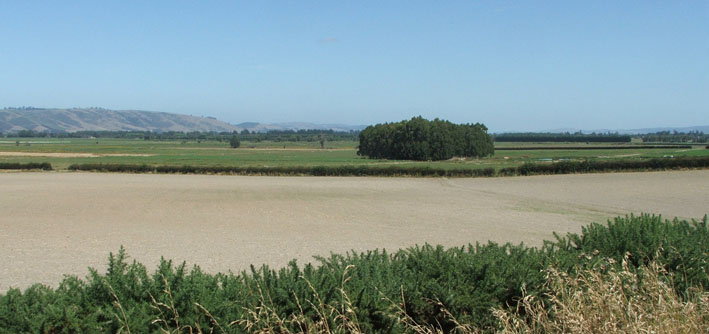
Taieri Plains nahe Outram

Die Taieri Plains sind ein Gebiet fruchtbaren Ackerlands südwestlich von Dunedin in der Region Otago in Neuseeland. Die Ebene ist etwa 300 km² groß bei einer größten Ausdehnung von etwa 30 km.
Die Schwemmebene des Taieri und Waipori River wird im Westen von den Gebirgszügen Maungatua und Silverpeaks begrenzt, im Süden und Osten durch eine niedrige Hügelkette entlang der Küste.
Milchwirtschaft und Schafzucht bestimmen die Landwirtschaft, die Haltung von Hirschen gewinnt an Bedeutung. Wegen der Entstehung der Ebene sind Überschwemmungen nicht selten, insbesondere am Zusammenfluss der beiden Flüsse. Daher wurden zum Schutz der Anbauflächen, der Häuser und des Dunedin International Airport bei Momona Deiche angelegt, der State Highway 1 überquert die Ebene.
Neuseelands niedrigster Punkt, der etwa 2 m unter dem Meeresspiegel liegt, befindet sich nördlich des Flughafens an der Kirks Drain Road.
Im Nordosten der Ebene befindet sich die Stadt Dunedin, die von der Ebene durch eine Kette zerklüfteter Hügel getrennt ist, die Teil des Kraters eines erloschenen Vulkans sind. Am Nordostrand der Ebene liegt die zu Dunedin gehörende Stadt Mosgiel. Andere Siedlungen und Ortschaften sind Outram, Henley, Allanton und Momona.
Im Südosten trennt sanftes Hügelland die Taieri Plains von den anderen Tieflandgebieten von Clutha District am Tokomairaro River und am Clutha River/Mata-Au. Die Zwillingsseen Lake Waihola und Lake Waipori befinden sich in diesen Hügeln.